# Mont Waddington
El Mont Waddington, (en anglès Mount Waddington) és una muntanya de la Serralada de la Costa, al Canadà, a la província de Colúmbia Britànica amb una alçada de 4019 metres.